# District de Cù Lao Dung
Cù Lao Dung est un district de la province de Sóc Trăng dans le delta du Mékong au sud du Viêt Nam. 

## Géographie
La superficie de Cù Lao Dung est de 235 km2. 
Le chef-lieu du district est Cù Lao Dung.